# Kabinett Ciolacu II
Das Kabinett Ciolacu II bildete vom 23. Dezember 2024 bis zum 23. Juni 2025 die Regierung von Rumänien. Es wurde nach der Parlamentswahl am 1. Dezember 2024 gebildet und löste das Kabinett Ciolacu I ab. Im Juni 2025 folgte ihm das Kabinett Bolojan nach.

## Kabinettsmitglieder
| Amt                                                                    | Bild | Name                                               | Partei |
| ---------------------------------------------------------------------- | ---- | -------------------------------------------------- | ------ |
| Ministerpräsident                                                      |      | Marcel Ciolacu (bis 6. Mai 2025)                   | PSD    |
| Ministerpräsident                                                      |      | Cătălin Predoiu (geschäftsführend, ab 6. Mai 2025) | PNL    |
| stellvertretender Ministerpräsident                                    |      | Marian Neacșu                                      | PSD    |
| stellvertretender Ministerpräsident Innenminister                      |      | Cătălin Predoiu                                    | PNL    |
| stellvertretender Ministerpräsident Finanzminister                     |      | Barna Tánczos                                      | UDMR   |
| Außenminister                                                          |      | Emil Hurezeanu                                     | PNL    |
| Minister für Verkehr und Infrastruktur                                 |      | Sorin Grindeanu                                    | PSD    |
| Minister für Landwirtschaft und ländliche Entwicklung                  |      | Florin Barbu                                       | PSD    |
| Verteidigungsminister                                                  |      | Angel Tîlvăr                                       | PSD    |
| Kulturministerin                                                       |      | Natalia-Elena Intotero                             | PSD    |
| Minister für Entwicklung, öffentliche Arbeiten und Verwaltung          |      | Attila Cseke                                       | UDMR   |
| Minister für Wirtschaft, Digitalisierung, Unternehmertum und Tourismus |      | Bogdan Ivan                                        | PSD    |
| Bildungsminister                                                       |      | Daniel David                                       | PNL    |
| Energieminister                                                        |      | Sebastian Burduja                                  | PNL    |
| Minister für europäische Investitionen und Projekte                    |      | Marcel Boloș                                       | PNL    |
| Justizminister                                                         |      | Radu Marinescu                                     | PSD    |
| Ministerin für Arbeit und soziale Solidarität                          |      | Simona Bucura-Oprescu                              | PSD    |
| Minister für Umwelt, Wasser und Wälder                                 |      | Mircea Fechet                                      | PNL    |
| Gesundheitsminister                                                    |      | Alexandru Rafila                                   | PSD    |
| Generalsekretär                                                        |      | Mihnea-Claudiu Drumea (bis 17. Januar 2025)        | PNL    |
| Generalsekretär                                                        |      | Daniel Constantin (ab 17. Januar 2025)             | PNL    |